# Hipogeum

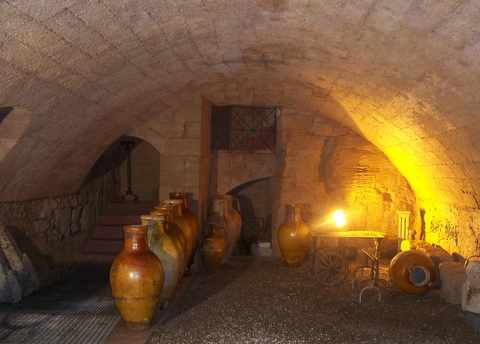
A De Beaumont–Bonelli–Bellacicco-hipogeum

A hipogeum (hüpogeum, hypogeum, hypogaeum) „föld alatti üreg”, a görög hüpo (alatt) és gaia (föld) szavakból ered. Általános értelemben az őskeresztények temetkezési és istentiszteleti helyének elnevezése volt. Későbbi, római kori elnevezésük katakomba. Használatos még az elhamvasztott emberi maradványok számára kialakított fülkék vagy sírüregek (latinul: loculi) megnevezésére.